# Eduard Stăncioiu
Eduard Cornel Stăncioiu (Bucareste, 3 de março de 1981) é um futebolista romeno que joga atualmente pelo clube ASA Târgu Mureș como goleiro.
Stăncioiu iniciou sua carreira no FC Sportul Studenţesc, onde jogou por oito anos. Durante o verão de 2006, mudou-se para o CFR Cluj por transferência livre.
Stăncioiu realizou uma proeza quando não levou nenhum gol entre as rodadas 26 e 30 da Liga 1 romena na temporada 2004-2005. Ele conseguiu manter o seu gol intacto por um total de 457 minutos. 
Stăncioiu fez sua estreia pela equipe nacional romena em 31 de maio de 2008, em um jogo amistoso contra Montenegro.

## Títulos

### CFR Cluj
- Campeonato Romeno: 2007-08, 2009-10
- Copa da Romênia: 2007-08, 2008-09, 2009-10
- Supercopa da Romênia: 2008-09